# Leptodictyum humile
Leptodictyum humile là một loài Rêu trong họ Amblystegiaceae. Loài này được (P. Beauv.) Ochyra mô tả khoa học đầu tiên năm 1981.